# Bogbind
En bogs bind består af de to bindsider (forperm og bagperm), som omslutter bogblokken forbundet over bogryggen med snore. Permerne i håndindbundne bøger er i vore dage af pap. Bogbindet tjener dels til beskyttelse, dels til dekoration.

## Historie
Egyptiske papyrusbøger havde bind lavet af kasseret papyrus og var betrukket med ornamenteret læder.
I antikken beskyttede grækerne og romerne pergamentkodekserne af skindfoderaler ombundet med remme. Romernes tavler (tabula) blev bundet som vores bøger.
Middelalderen
Bogbind i nutidens forstand kendes først fra den tidlige middelalder. I Europas klostre indbandt munkene håndskrifterne mellem træplader, som var betrukket med skind og beslået med søm med store halvkugleformede hoveder. De kostbareste skrifter fik pragtbind af drevet metal, forsynet med relieffer eller med indlagte ædelstene, broderede stoffer eller kunstfærdige emaljearbejder. Specielt fremstillede klostrene i Frankrig, England og Irland kostbare bind.
Lædersnit blev tidligt brugt til dekoration af bindenes sider; i slutningen af middelalderen anvendte bogbinderne graverede stempler til blindtryk. I det 15. århundrede syntes bogbinderiet enkelte steder at være drevet som selvstændigt håndværk, men bogtrykkerne var længe efter bogtrykkerkunstens opfindelse oftest både bogbindere og boghandlere.
1500-tallet
Fra ca. 1500 begyndte italienerne som Aldus Manutius at bruge pap som materiale til bindets sider i stedet for træ. Makulatur fra bogtrykkerierne samt kasserede ituskårne håndskrifter blev anvendt til pap. Tidligere kendtes forgyldning (på bind fra Venedig): den brugtes til titlerne, som stod på bøgernes forside, da bøgerne lå på pulte og ikke stod på hylder som nu; bindets sider blev forsynet med sømhoveder eller knapper af ben eller metal, for at skindet ikke skulle ridses. Titlen blev desuden ofte skrevet på det nederste snit; det kunne ses, når bogen lå på pulten.
I det 16. århundrede blev bøgerne stillet på hylder. Ryggen vendte indad, og bindene var ofte rigt ornamenteret som bind udført for den franske bogsamler Jean Grolier. Forsnittet stod udad og titlen blev skrevet på det. Først fra 17. århundrede stod bøgerne som nu med ryggen udad og titlen stod nu der:rygtitel. Bogbinderne begyndte nu at marmorere eller forgylde snittene.
Fra Italien førtes håndforgyldningen videre til Frankrig, hvor den siden har udviklet sig i rigt mål. Senere til England. Tyske bogbindere anvendte i det 16. og 17. århundrede mest blindtryk, og det efterlignede de nordiske lande.
Materialer
Det almindeligst benyttede skind til større bøger var svineskind; både i Italien og Spanien anvendtes i udstrakt grad pergamentbind, de spanske med karakteristiske stropper i stedet for de ellers almindelige spænder. Engelske bind er oftest af mørkt marmoreret kalveskind. Fra Holland er de såkaldte "hornbind" almindelige; de bestod af pergament med spejl (midterfeltet på siderne) og blindtryk. Fra Holland stammer også halvbind med ryg af rødt fåreskind og marmoreret papir. De billigere halvbind med sidepapir begyndte at komme frem i det 18. århundrede.
De enkelte lande havde deres ejendommeligheder med hensyn til ornamentikken; på engelske bind træffes ofte tudor-rosen, på franske den franske lilje, på tyske Luthers eller Melanchthons portrætter og så fremdeles. Specielle danske bind fra det 18. århundrede er spejlbind i kalveskind. De kaldes også holbergbind.
Det bedste skind til bogbind er gedeskind. De bedste er maroquin, niger og safian. De kommer oprindeligt fra Afrika.
Danske bogbindere
Emil Hannover og Anker Kyster har skrevet udførlige værker om kunstfærdige og praktiske bogbind. Kyster selv, Axel Knudsen, Jakob Baden og August Sandgren har udført mange.
Ole Olsen, Ib Psilander og Hans Meyer har lavet fremragende moderne håndindbundne bøger.
Mange bogbindere signerer deres bind med et lille stempel på smudstitel eller nederst på permerne; indvendigt eller udvendigt. De kan også påklistre en lille etiket inde i bogen.

## Galleri
- Otto 3.'s evangeliar. Reichenau, o. 990
- Posebind. "Rostgaard 6". 
Det Kongelige Bibliotek
- Indbinding med pergamentmakulatur. 16. århundrede
- Blindtryk. Yale Law Library
- Halvbind - kun "halvt" læderbind: bogryg og hjørner.
 Marmorerede permer.

## Hovedkilde
- 'Bogbind', bind 3, side 537 i Salmonsens Konversationsleksikon (2. udgave, 1915) af underbibliotekar Carl S. Petersen